# Корнилий (Чернявский)
Корнилий Чернявский (в миру Кодрат Андреевич; 1781—1875) — игумен Русской православной церкви.

## Биография
Кодрат Чернявский родился в 1781 году в семье священника села Тополевки, Сосницкого уезда Черниговской губернии Российской империи. 

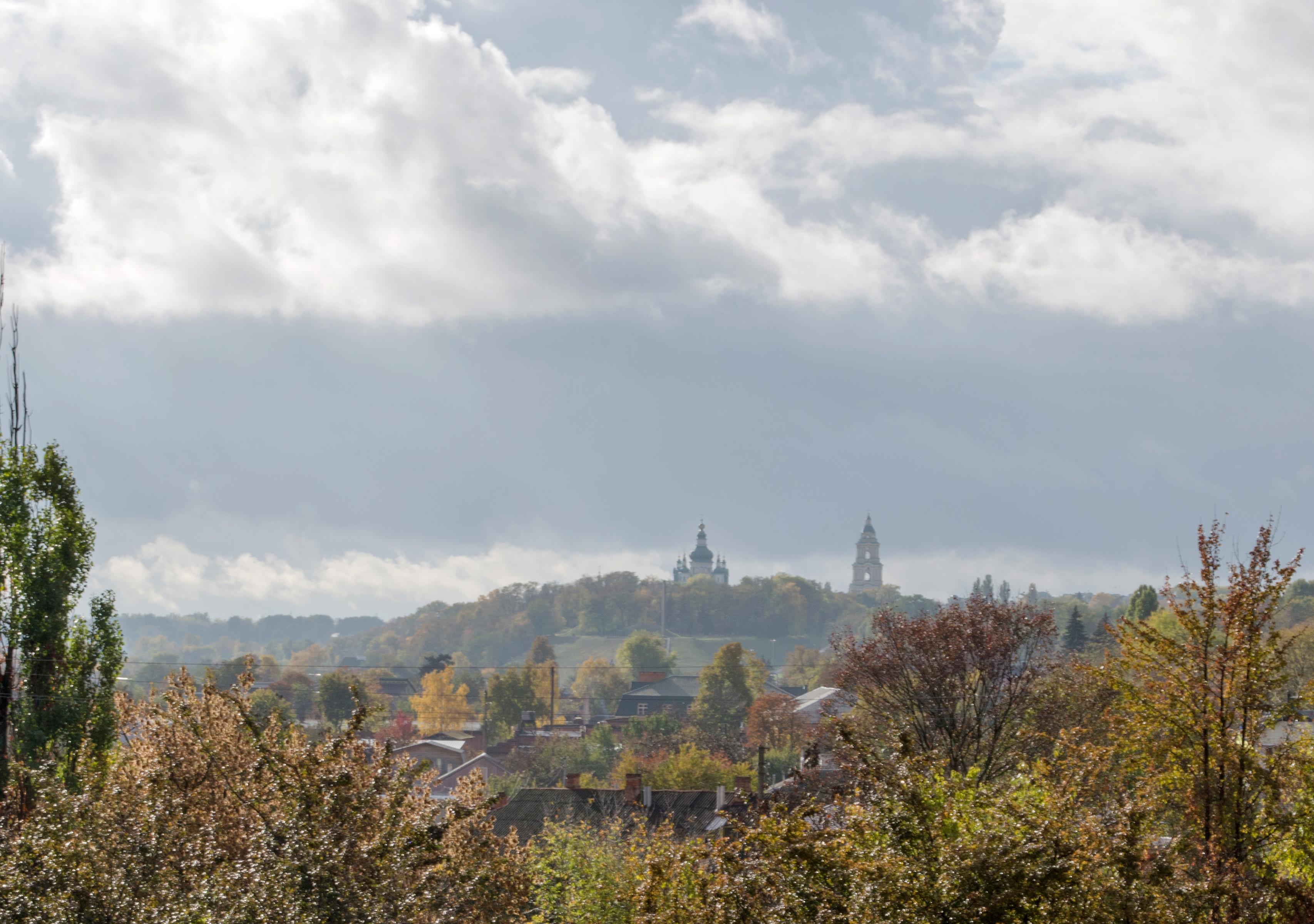
Вид на архиерейский дом в Чернигове, бывший Троицко-Ильинский монастырь

Начал службу канцеляристом в Новгород-Северском духовном правлении при единственном Новгород-Северском епископе Илларионе (Кондратковском) (епархия была учреждена в 1785 году, упразднена в 1797 году), затем перешел в Сосницкое духовное правление. После трехлетней службы, рукоположен во диакона 4 (16) марта 1808 года, затем — в священника 23 мая (4 июня) 1809 года в родное село. 
2 (14) января 1837 года назначен духовником округа; 4 (16) июля 1842 года Кодрат Чернявский был уволен за штат. 
В 1854 году он поступил в число монашествующей братии архиерейского дома в Чернигове, который был обустроен на месте упразднённого в 1786 году Троицко-Ильинского монастырья. Принял монашеский постриг 1 (13) февраля 1855 года. Все время, с этих пор, оставался архиерейским духовником, до самой своей кончины 26 июля (7 августа) 1875 года.
Почти столетний старец, простой, глубоко верующий, был очень популярен и пользовался большим авторитетом среди духовенства и местного населения.

### Семья
Был женат, в семье было 5 сыновей и 4 дочери.

## Награды
До пострижения в монахи был награжден бронзовым наперсным крестом «В память Отечественной войны 1812 года», набедренником и скуфьей. После принятия монашества был также награжден бронзовым крестом с медалью «В память войны 1853—1856», орденом св. Анны III степени и золотым наперсным крестом.